# Eduard Paloncy
Eduard Paloncy (7. října 1896 – 8. května 1968) byl ostravský důlní měřič, který v roce 1928 zkoumal povrchovou i podzemní situaci v lokalitě Demänovská dolina a jenž určil, že nejvhodnějším místem pro nový průlom do Demänovské jeskyně svobody je „Hlboký dóm“, tedy dnešní vchod do jeskyně. Družstvo demänovských jeskyní po tomto Paloncyho zjištění odkoupilo příslušné pozemky, aby se mohly začít práce na vybudování nového vchodu do jeskyně. V roce 1930 zahájil Eduard Paloncy měření jeskyně Domica ve Slovenském krasu za účelem jejího zpřístupnění. O čtyři roky později (1934) pak zaměřoval vnitřní prostory vysokohorské krápníkové Belianské jeskyně v Tatranském národním parku. Jméno Eduarda Paloncyho je spojeno též s obnovou Demänovské ledové jeskyně v Nízkých Tatrách. A byl to právě Eduard Paloncy, kdo měl v úmyslu zalednit Belianskou jeskyni.

Lokality, na jejichž průzkumu se Eduard Paloncy podílel
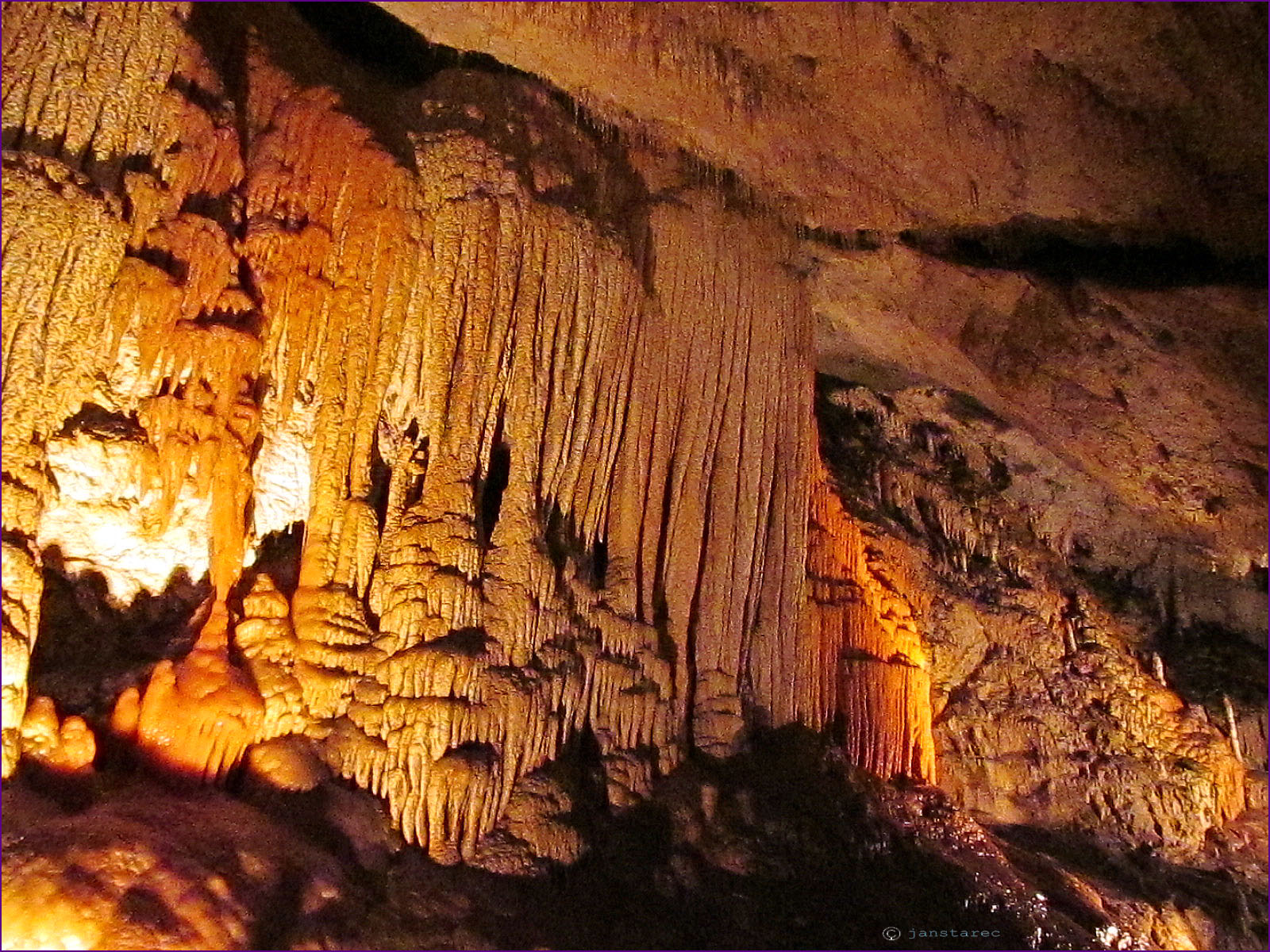
Demänovská jeskyně svobody
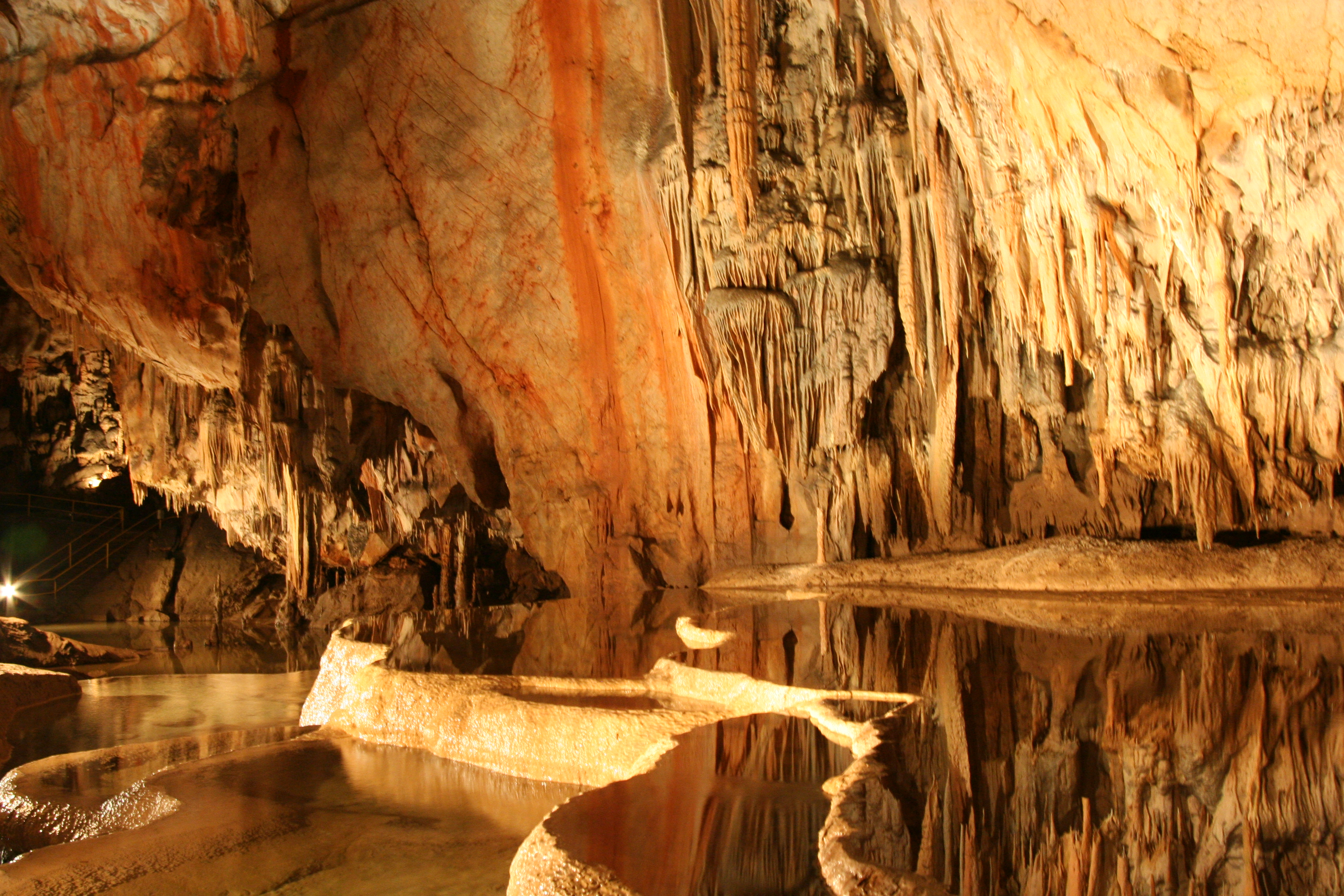
Jeskyně Domica
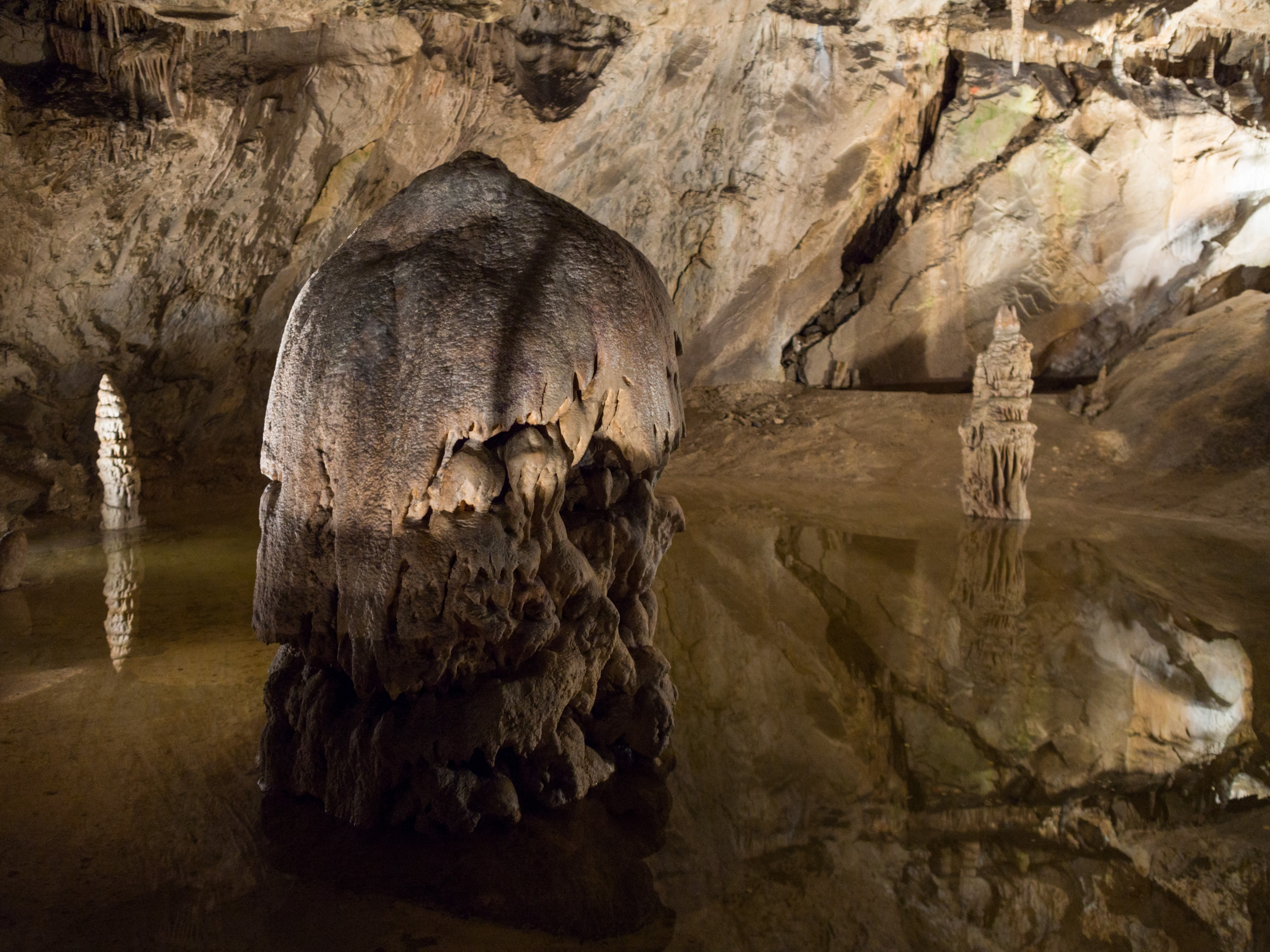
Palmová síň se stalagmity v Belianské jeskyni
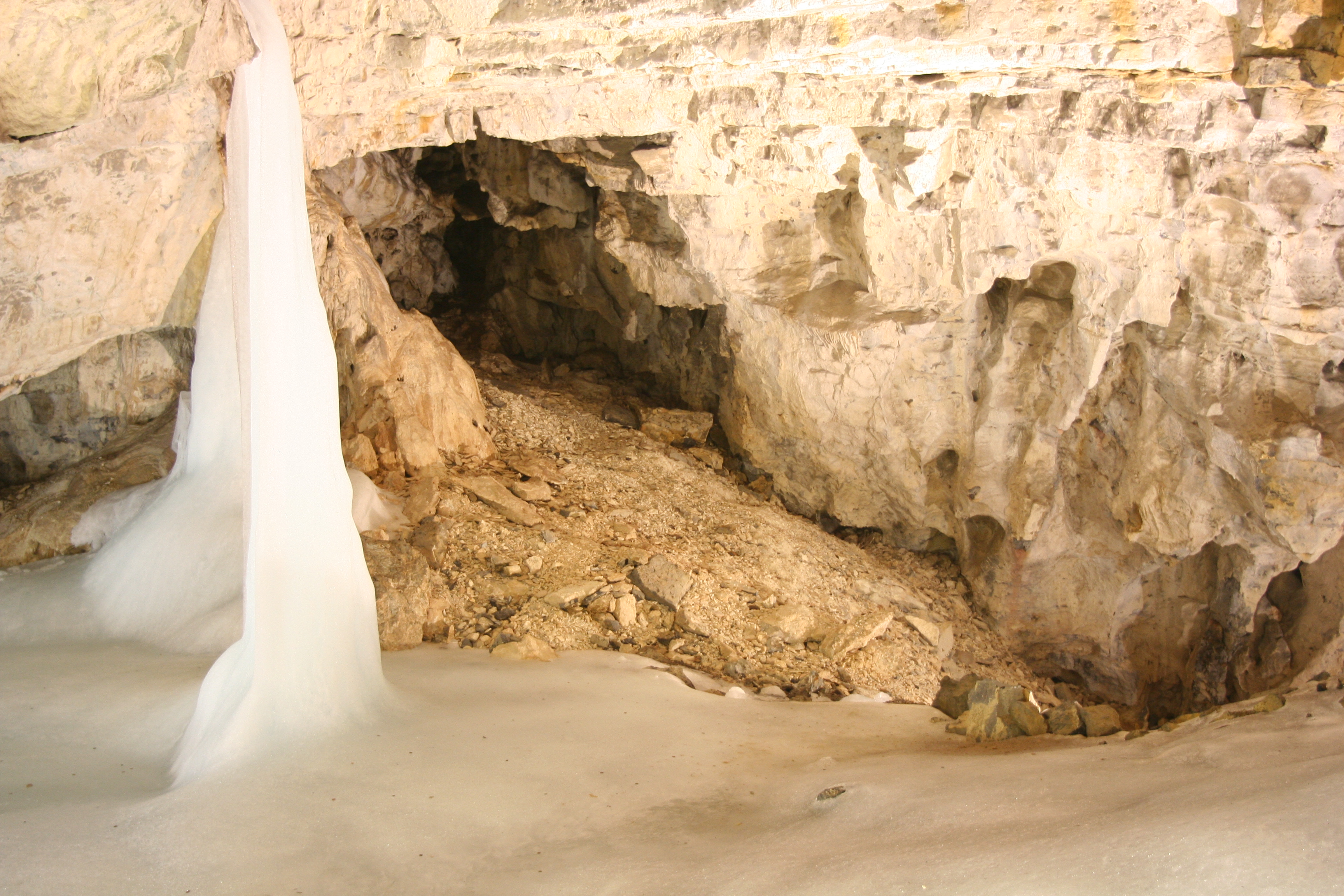
Demänovská ledová jeskyně